# Gare d'Oisquercq
La gare d'Oisquercq est une ancienne halte ferroviaire belge de la ligne 106, de Lembeek à Écaussinnes située à Oisquercq, village de la commune de Tubize, dans la province du Brabant wallon en Région wallonne.

## Situation ferroviaire
La gare d'Oisquercq se trouvait au point kilométrique (PK) 5,8 de la ligne 106, de Lembeek à Écaussinnes, via Clabecq entre les gares de Clabecq et de Virginal.

## Histoire
Les Chemins de fer de l'État belge mettent en service un point d'arrêt au village d'Oiskerque le 6 janvier 1888. Il est renommé Oisquercq en 1891. Il devient une halte en 1900.
La SNCB met fin au trafic des voyageurs sur la ligne 106 le 3 juin 1984. Les rails disparaissent en 1989.

## Patrimoine ferroviaire
Plus rien ne subsiste du bâtiment des recettes de plan type 1893.